# Stethoperma duodilloni
Stethoperma duodilloni är en skalbaggsart som beskrevs av Gilmour 1950. Stethoperma duodilloni ingår i släktet Stethoperma och familjen långhorningar. Inga underarter finns listade i Catalogue of Life.